# Elecciones provinciales de Tucumán de 1938
Las elecciones generales de la provincia de Tucumán de 1938 tuvieron lugar el domingo 16 de octubre del mencionado año con el objetivo de elegir al Gobernador (en modo indirecto mediante un Colegio Electoral Provincial de 53 miembros), así como a 17 de los 34 escaños de la Cámara de Diputados, y a 7 de los 19 escaños de la Cámara de Senadores, que compondrían los poderes ejecutivo y legislativo de la provincia para el período 1939-1943. Si bien los comicios se realizaron durante el período histórico denominado Década Infame, en el que un régimen fraudulento gobernaba el país, la provincia de Tucumán se hallaba al momento de las elecciones de 1938 bajo el control de la Unión Cívica Radical (UCR), principal partido opositor, al que pertenecía el gobernador Miguel Mario Campero y que garantizó una elección libre y justa.
Estas elecciones mantuvieron la división de la UCR entre radicales favorables al líder nacional Marcelo Torcuato de Alvear, y los concurrencistas provinciales, con un pacto entre ambos para investir gobernador al candidato radical más votado si ninguna de las dos facciones lograba la mayoría. El alvearismo presentó a Miguel Critto, y el concurrencismo a Norberto Antoni. El Partido Demócrata Nacional (PDN), oficialista a nivel nacional, presentó al ingeniero Simón Padrós como candidato a gobernador. El Partido Socialista (PS), presentó por tercera vez consecutiva la candidatura de Mario Bravo, aunque la mayoría de los medios de comunicación concordaron en que muchos afiliados socialistas votaron por Critto como voto útil.
En gran medida debido al voto útil contra el régimen, y al apoyo de Alvear, Critto obtuvo una amplia victoria con el 47,60% de los votos y una mayoría absoluta de 28 de 53 electores, accediendo a la gobernación automáticamente y sin necesidad de recurrir al anterior pacto con el concurrencismo. Pedrós quedó en segundo lugar con el 33,85%, y si bien logró incrementar los apoyos del PDN con respecto a la elección anterior, probando que los demócratas nacionales podían retener limpiamente un electorado estable, prácticamente se vio estancado en esa cifra, sin aumentar de un tercio de los votos. El gobierno aceptó el resultado, y Critto fue juramentado el 19 de febrero de 1939. Aunque pudo completar con éxito su mandato, el 19 de febrero de 1943, no tuvo sucesor electo, ya que el Colegio Electoral de la siguiente elección no fue concluyente, provocando la intervención de la provincia.